# Giuseppe Carpani (Autor)

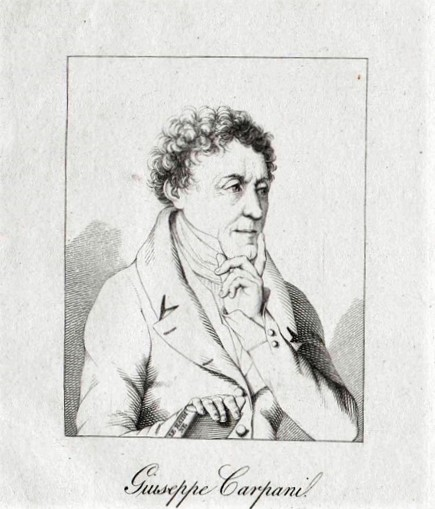
Giuseppe Carpani

Giuseppe Carpani (* 28. Januar 1752 in Villabese; † 28. Januar 1825 in Wien) war ein italienischer Schriftsteller, Kunsttheoretiker und Biograph. Er ist heute vor allem für seine Haydn-Biographie bekannt und war Verfasser verschiedener Libretti. Carpani verbrachte sein letztes Lebensdrittel fast ununterbrochen in Wien und stand mit vielen bedeutenden Zeitgenossen des künstlerischen und politischen Lebens in persönlichem Kontakt. Er war bekannt mit den Komponisten Joseph Haydn, Antonio Salieri, Ludwig van Beethoven und Gioachino Rossini. Als Belohnung für den Royalisten und Unterstützer des österreichischen Regimes in Italien, der sogar Spionageberichte verfasste und an die Zensurbehörde (Baron Hager, Graf von Sedlnitzky) schickte, gewährte ihm der Kaiser eine Pension.
Der Schriftsteller Stendhal plagiierte seine Haydn-Biographie. Der überzeugte Katholik und Risorgimento-Gegner erwies sich als ein genauer Beobachter – überwiegend aus dem Hintergrund heraus – der Epoche Napoleons und der Restauration. Seine Arietta In questa tomba oscura wurde 68 Mal vertont (unter anderem von Ludwig van Beethoven, Carl Czerny, Antonio Salieri, Carl Zelter, Franz Xaver Mozart und Karl Traugott Zeuner).

## Schriften (Auswahl)
- Le Haydine. Milano 1812
  - Haydn: Sein Leben: Residenz Verlag, 2009, ISBN 978-3-7017-3105-3. (Online-Teilansicht)
- Le Majeriane ovvero Lettere sul Bello Ideale. In Risposta al Libro della Imitazione Pittorica del Cav. Andrea Majer. Padova, dalla Tipografia della Minerva. 1824, Edizione Terza.
- Le Rossiniane ossia Lettere Musico-Teatrali. Padova, Dalla Tipografia della Minerva, 1824.